# 갑둔리 흉가
갑둔리 흉가(Gabdunri: the vanishing town)는 대한민국에서 제작된 홍재균 감독의 2021년 공포 영화이다. 임채영 등이 주연으로 출연하였고 용세형 등이 제작에 참여하였다.

## 출연

### 주연
- 임채영 : 유경 역
- 배홍석 : 승철 역
- 박경복 : 재철 역
- 홍여준 : 성혁 역
- 김다한 : 현수 역

### 조연
- 김진욱 : 호성 역
- 조유진 : 한은숙 역
- 최미라 : 119 역 (목소리)

## 제작진
- 프로듀서: 서채우
- 조감독: 박승민